# ذوات اللحى
ذوات اللحى هي فصيلة صغيرة من أسماك البحر العميق شعاعية الزعانف، والتي سُميت نسبة إلى زوج العذبات الطويلة التي تتدلى من رؤوسها (وهي عبارة عن أعضاء تملكها الأسماك تُستخدم للبحث عن الطعام بشكل يُشبه قرون الاستشعار عند الحشرات).
تعيش هذه الأسماك في المناطق المدارية وشبه المدارية في المحيط الأطلسي والهندي والهادئ الغربي. وهي تقطن قيعان المحيطات، حيث تعيش على أعماق تصل إلى حوالي 800 متر. معظمها هي أسماك صغيرة نسبياً، لكن مع ذلك فإن بعض أنواعها يَتجاوز طولها 40 سنتيمتراً.

## التصنيف
هناك جنس واحد باق فقط من هذه الأسماك هو جنس «الأسماك ذات اللحى»، وهو لا يَتضمن سوى 10 أنواع معروفة، لكن توجد عدة أجناس منقرضة أخرى.
في الوقت الحالي تصنف هذه الأسماك في رتبتها الخاصة بها وهي «ذوات اللحى»، لكن كما يَقول نلسون فإنه: «لم تتنقل سوى مجموعات قليلة إلى الأمام والخلف بمقدار ما تنقلت هذه المجموعة». فمثلاً، كانت تصنف هذه المجموعة سابقاً على أنها تنتمي إلى إحدى رتبة شعاعيات الزعانف.